# Долидзе, Роман Нодарович
Рома́н Нода́рович Доли́дзе (груз. რომან დოლიძე; род. 15 июля 1988 года, Батуми, Грузия) — грузинский и украинский боец смешанных боевых искусств, выступающий под эгидой UFC. Чемпион Мира и Европы по грэпплингу по версии FILA (UWW). Чемпион Азии и Океании по ADCC. Чемпион Мира ММА по версии WWFC.
Занимает 12 строчку официального рейтинга  UFC в среднем весе.

## Ранние годы
Роман Долидзе родился в 1988 году в прибрежном городе Чёрного Моря — Батуми, Грузия в семье инженера Нодара Долидзе и врача-терапевта Марины Чемия. Родители будущего спортсмена сильно повлияли на его становление как сильного духом человека и воспитали в нём фундаментальные качества уважения, целеустремленности и трудолюбия.
Детство Романа проходило не только в родном городе, а и богатых природой грузинских деревнях регионов Аджарии и Гурии, где он с удовольствием проводил большую часть лета и часто гостил на протяжении года. Спорт всегда занимал большинство свободного времени с самого малого возраста. Сначала он занимался карате, а после заинтересовался футболом, благодаря которому три года профессионально играл в Турецких клубах.

## Образование
Роман учился в духовной семинарии г. Батуми имени Андрея Первозванного. Параллельно с учёбой в школе ходил на различные кружки и дополнительные отраслевые занятия.
В 2008 году поступил в Одесский Национальный Морской Университет (ОНМУ) где получил степень магистра по Менеджменту и Экономике.

## Первые шаги в борьбе
В 2009 году начал заниматься борьбой и изучать дисциплины с акцентом на болевые и удушающие приемы, грепплинг и джиу-джитсу.
Процесс обучения проходил самостоятельно с другом, без тренера.

## Спортивная карьера
В 2014 году стал чемпионом Европы по грепплингу в Бухаресте, Румыния, в 2015 году выиграл чемпионат Мира от FILA (UWW).
Роман Долидзе шестикратный чемпион Украины.
В 2016 году стал чемпионом ADCC ASIA & OCEANIA, выиграл чемпионат Америки по грэпплингу.

## Смешанные единоборства
В 2016 году основал зал смешанных единоборств RDsport. На данный момент Роман является заслуженным тренером, воспитавшим много чемпионов Украины по грэпплингу, бразильскому джиу-джитсу, ММА. «RD Sport» за свое короткое существование стал лучшей командой 2016-18 годов по грэпплингу. Вместе с «RD Sport» занимается благотворительностью, помогает детским домам, приютам для животных, проводит благотворительные акции и мероприятия.
С 2016 года выступает в ММА, где провёл 8 поединков, во всех из них одержал досрочные победы. В июне 2018 года на турнире WWFC 11 стал чемпионом мира в полутяжёлом весе по версии WWFC. В декабре 2018 года защитил титул World Warriors Fighting Championship (WWFC)
В 2019 году подписал контракт с американским промоушеном Ultimate Fighting Championship (UFC). На данный момент пребывает в США.
В 2019 году был дисквалифицирован на год за употребление допинга.

## Статистика в MMA
| Боёв 19  | Побед 15 | Поражений 4 |
| -------- | -------- | ----------- |
| Нокаутом | 8        | 0           |
| Сдачей   | 3        | 1           |
| Решением | 4        | 3           |

| Результат  | Рекорд | Соперник             | Способ                      | Турнир                                     | Дата            | Раунд | Время | Место                          | Примечание                                                 |
| ---------- | ------ | -------------------- | --------------------------- | ------------------------------------------ | --------------- | ----- | ----- | ------------------------------ | ---------------------------------------------------------- |
| Поражение  | 15-4   | Энтони Эрнандес      | Сдача (удушение сзади)      | UFC Fight Night: Долидзе vs. Имавов        | 9 августа 2025  | 4     | 2:45  | Лас-Вегас, Невада, США         |                                                            |
| Победа     | 15-3   | Марвин Веттори       | Единогласное решение        | UFC Fight Night: Веттори vs. Долидзе 2     | 16 марта 2025   | 5     | 5:00  | Лас-Вегас, Невада, США         |                                                            |
| Победа     | 14-3   | Кевин Холланд        | TKO (травма)                | UFC 307                                    | 5 октября 2024  | 1     | 5:00  | Солт-Лейк-Сити, Юта, США       | Вернулся в средний вес                                     |
| Победа     | 13-3   | Энтони Смит          | Единогласное решение        | UFC 303                                    | 29 июня 2024    | 3     | 5:00  | Лас-Вегас, Невада, США         | Вернулся в полутяжелый вес                                 |
| Поражение  | 12-3   | Нассурдин Имавов     | Решение большинства         | UFC Fight Night: Долидзе vs. Имавов        | 3 февраля 2024  | 5     | 5:00  | Лас-Вегас, Невада, США         |                                                            |
| Поражение  | 12-2   | Марвин Веттори       | Единогласное решение        | UFC 286                                    | 18 марта 2023   | 3     | 5:00  | Лондон, Англия, Великобритания |                                                            |
| Победа     | 12–1   | Джек Херманссон      | TKO (удары)                 | UFC on ESPN: Томпсон vs. Холланд           | 3 декабря 2022  | 2     | 4:06  | Орландо, Флорида, США          | Выступление вечера.                                        |
| Победа     | 11–1   | Фил Хоус             | KO (удары)                  | UFC Fight Night: Каттар vs. Аллен          | 29 октября 2022 | 1     | 4:09  | Лас-Вегас, Невада, США         | Выступление вечера.                                        |
| Победа     | 10–1   | Кайл Докас           | KO (колено и удары руками)  | UFC on ESPN: Каттар vs. Эмметт             | 18 июня 2022    | 1     | 1:13  | Остин, Техас, США              | Выступление вечера .                                       |
| Победа     | 9–1    | Лауреано Старополи   | Единогласное решение        | UFC Fight Night: Розенстрайк vs. Сакаи     | 5 июня 2021     | 3     | 5:00  | Лас-Вегас, Невада, США         |                                                            |
| Поражение  | 8–1    | Тревин Джайлз        | Единогласное решение        | UFC on ESPN: Брансон vs. Холланд           | 20 марта 2021   | 3     | 5:00  | Лас-Вегас, Невада, США         | Дебют в среднем весе.                                      |
| Победа     | 8–0    | Джон Аллан           | Раздельное решение          | UFC on ESPN: Херманссон vs. Веттори        | 5 декабря 2020  | 3     | 5:00  | Лас-Вегас, Невада, США         |                                                            |
| Победа     | 7–0    | Хадис Ибрагимов      | TKO (колено и удары руками) | UFC Fight Night: Фигейреду vs. Бенавидес 2 | 19 июля 2020    | 1     | 4:15  | Абу-Даби, ОАЭ                  |                                                            |
| Победа     | 6–0    | Михал Пастернак      | KO (удар)                   | WWFC 13                                    | 18 декабря 2018 | 3     | 3:00  | Киев, Украина                  | Защитил титул чемпиона WWFC в полутяжелом весе.            |
| Победа     | 5–0    | Эдер де Соуза        | KO (удар)                   | WWFC 11                                    | 16 июня 2018    | 2     | 3:36  | Киев, Украина                  | Завоевал вакантный титул чемпиона WWFC в полутяжелом весе. |
| Победа     | 4–0    | Амирали Жороев       | TKO (удары)                 | WWFC 9                                     | 14 декабря 2017 | 1     | 3:34  | Киев, Украина                  |                                                            |
| Победа     | 3–0    | Жумабек Айжигит Уулу | Сдача (удушение сзади)      | WWFC 7                                     | 14 июня 2017    | 1     | 1:21  | Киев, Украина                  |                                                            |
| Победа     | 2–0    | Реми Делькамп        | Сдача (скручивание пятки)   | WWFC: Cage Encounter 6                     | 29 марта 2017   | 1     | 0:56  | Киев, Украина                  | Дебют в полутяжелом весе.                                  |
| Победа     | 1–0    | Александр Ковбель    | Сдача (скручивание пятки)   | RFP 53: West Fight 23                      | 9 декабря 2016  | 1     | 0:42  | Одесса, Украина                | Дебют в тяжёлом весе.                                      |
| Источники: |        |                      |                             |                                            |                 |       |       |                                |                                                            |